# Erve Beck
Pour les articles homonymes, voir Beck.
Ervin Thomas Beck, dit Erve Beck, né le 19 juillet 1878 à Toledo et décédé le 23 décembre 1916 à Toledo, est un joueur américain de baseball qui évolue en ligues majeures entre 1899 et 1902.

## Carrière
Le 25 avril 1901, Erve Beck frappe le premier coup de circuit de l'histoire de la Ligue américaine dans sa version Ligue majeure. Il signe 6 des 12 circuits des Cleveland Blues en 1901. 